# SI&C
株式会社SI&C（エスアイアンドシー、英: SI&C Co.,Ltd.）は、東京都港区に本社を置くシステムインテグレーター（独立系）。旧社名は株式会社システム情報。

## 概要
システムインテグレーターとして、業務アプリケーションの設計・開発・維持、業務アプリケーション基盤の設計・開発・維持、組込系の設計・開発・維持、その他ITソリューション、コンサルティングなどのトータルなサービスを行っている。
近年ではコグニティブサービスを立ち上げ、AIを活用した先進的なサービスにも力を入れている。
プロジェクトマネジメント・プロフェッショナル（PMP）とCMMIに力を入れており、PMP取得者は2024年4月現在122名。
CMMIに関しては、2006年9月にCMMI for Development Version 1.1においてレベル3を、2010年9月にCMMI for Development Version 1.2においてレベル4を、2012年11月、2015年11月、2018年11月、2025年2月にCMMI for Development Version 1.3においてレベル5を、いずれも全社（管理・営業部門を除く）で達成した。

## 沿革
- 1980年1月 - 東京都港区赤坂2-8-11に資本金500万円で設立
- 1984年4月 - 日本アイ・ビー・エム株式会社との取引開始
- 1990年10月 - 現在の株式会社NTTデータとの取引開始
- 1993年3月 - 経済産業省登録システムインテグレータとなる
- 1997年12月 - NTTデータビジネスパートナー会社登録
- 2000年8月 - 東京都中央区勝どき1-7-3に本社移転
- 2005年
  - 1月 - 株式会社リコーとの取引開始
  - 12月 - プライバシーマーク付与認定取得
- 2006年
  - 8月 - 日本ヒューレット・パッカード株式会社との取引開始
  - 9月 - CMMI レベル3達成
  - 10月 - 三菱電機インフォメーションシステムズ株式会社との取引開始
- 2007年
  - 1月 - ISO14001認証取得
  - 2月 - 東芝ソリューション株式会社との取引開始
  - 9月 - 社団法人情報サービス産業協会に法人会員登録
- 2008年
  - 4月 - プロジェクトマネジメントプロフェッショナル（PMP）取得社員50名達成
  - 7月 - プロジェクトマネジメント協会（PMI）東京支部に法人スポンサー会員登録
  - 12月 - PMP取得社員70名達成
- 2009年4月 - エンベデッドシステムへの取り組み開始
- 2010年
  - 9月 - CMMI レベル4達成
  - 12月 - ISO/IEC 27001（ISMS:情報セキュリティマネジメントシステム）認証取得
- 2012年
  - 3月 - PMP取得社員100名達成
  - 11月 - CMMI レベル5達成
- 2013年10月22日 - 東京証券取引所 JASDAQに上場
- 2014年10月 - プロイスト株式会社を子会社化
- 2015年
  - 10月 - プロイスト株式会社を吸収合併。株式会社エーエスエルを子会社化。関西システムソリューションズ株式会社（現・SICデジタル）を子会社化
  - 11月 - CMMI レベル5達成（継続）
- 2017年3月 - 株式会社シンクスクエアを子会社化
- 2018年
  - 9月25日 - 東京証券取引所第二部へ市場変更[2]
  - 11月 - CMMI レベル5達成（継続）
- 2019年3月20日 - 東京証券取引所市場第一部銘柄に指定[3]
- 2021年
  - 4月 - 株式会社シンクスクエアを吸収合併
  - 9月 - CMMI レベル5達成（継続）
- 2023年11月 - マネジメント・バイアウトの一環として、ベインキャピタル傘下の株式会社BCJ-76が株式公開買付けにより議決権所有割合ベースで70.80%の株式を取得[4][5]
- 2024年
  - 2月7日 - 東京証券取引所プライム市場上場廃止[1]
  - 2月9日 - 株式併合により、株主が株式会社BCJ-76、株式会社エイチエムティ、一般財団法人松原奨学財団のみとなる[1]
  - 7月1日 - 商号を株式会社SI&Cに変更[6]
- 2025年
  - 2月 - 東京都港区浜松町2-4-1に本社移転。CMMI レベル5達成（継続）
  - 4月1日 - 子会社の株式会社SICデジタル、株式会社スリーエーを吸収合併
  - 7月1日 - 株式会社サイビスを子会社化

## 事業内容
- 各種業務系／基盤系システムの構築に関する技術サービス
- クライアント・サーバシステム
- インターネット／イントラネット関連システム
- 保険業務システム
- WEBアプリケーションシステム
- コンサルティングサービス
- AIサービス
- CMMI/APH活用アジャイルコンサルティングサービス
- クラウドサービス
- RPAサービス

## ビジネスパートナー契約
- 株式会社NTTデータ（ビジネスパートナー）
- 日本アイ・ビー・エム株式会社（コアパートナー、Watson Premium Partner、Cloud Partner League for Solutions/Data）
- アマゾン ウェブ サービス ジャパン（APNセレクトコンサルティングパートナー）
- 東芝デジタルソリューションズ株式会社（エグゼクティブパートナー）
- AgileCxO Transformation Partner（ビジネスパートナー）
- ソフトバンク（SynchRoid販売代理店契約）
- UiPath（サービスパートナー）
- Salesforce（コンサルティングパートナー認定）
- ASTERIA Warp（マスターパートナー／サブスクリプションパートナー／テクニカルパートナー 他）
- ServiceNow（Consulting & Implementation／Resellerパートナー）
- Stibo Systems（ワン・グローバル・パートナー）

## 資格・加盟団体等
- CMMI レベル5 達成（2015年11月）
- ISO/IEC 27001（ISMS）登録事業者 JQA-IM0946
- ISO14001登録事業者 JQA-EM5662
- プライバシーマーク付与認定事業者 第10820870（04）号
- 労働者派遣事業（許可番号：派13-309898）
- 一般社団法人情報サービス産業協会（JISA）法人会員
- PMI東京支部 法人スポンサー会員
- プロジェクトマネジメント学会 賛助会員
- ITコーディネータ協会賛助会員
- CMMI Institute Partner

## 関連会社
- 株式会社エーエスエル
- 株式会社サイビス